# Заболотці (Володимирський район)
За́болотці — село в Україні, у Литовезькій сільській громаді Володимирського району Волинської області. Населення становить 904 осіб.

## Географія
У селі бере початок річка Безіменна.

## Історія
З 1577 року власність Михайла Чарторийського.
У 1906 році село Грибовицької волості Володимир-Волинського повіту Волинської губернії. Відстань від повітового міста 27 верст, від волості 7. Дворів 73, мешканців 650.
До 29 липня 2016 року — адміністративний центр Заболотцівської сільської ради Іваничівського району Волинської області.
Після ліквідації Іваничівського району 19 липня 2020 року село увійшло до Володимир-Волинського району.

## Населення
Згідно з переписом УРСР 1989 року чисельність наявного населення села становила 989 осіб, з яких 470 чоловіків та 519 жінок.
За переписом населення України 2001 року в селі мешкали 1033 особи.

### Мова
Розподіл населення за рідною мовою за даними перепису 2001 року:
| Мова       | Відсоток |
| ---------- | -------- |
| українська | 99,12 %  |
| російська  | 0,88 %   |